# Минерва (картина)
«Минерва» — картина голландского художника Рембрандта Харменса ван Рейна, созданная в 1635 году и находящаяся в Лейденской коллекции.

## Описание
На картине изображена Минерва, римская богиня мудрости и войны. Она сидит за столом перед раскрытой книгой и окружена различными атрибутами, относящимися к ней, такими как глобус, золотой шлем, копье и щит. Голова увенчана лавровым венком, символом победы. Черты лица изображённой модели напоминают Саскию, жену художника.
Картина подписана в центре слева: «Rembrandt f. / 1635». Большинство искусствоведов приписывают её Рембрандту, хотя Ван Гельдер предположил, что картина является результатом сотрудничества Рембрандта и Фердинанда Бола.

## Провенанс
Первым известным владельцем был Джеймс Сомервилл, 12-й лорд Сомервилл (1674—1709), владелец поместья The Drum под Эдинбургом. Картина находилась во владении семьи Сомервилл вплоть до смерти Луизы Гарриет Сомервилл в 1923 году. 21 ноября 1924 года она была выставлена на аукцион Christie's в Лондоне. Покупателем был либо арт-дилер Lewis and Simmons в Нью-Йорке, либо некий Смит, впоследствии принадлежала арт-дилеру Duveen Brothers, а в 1929 году — нью-йоркскому коллекционеру Жюлю Бейчу. Вскоре после этого в Мюнхене картину приобрёл венгерский коллекционер Марцелл Немеш. С 16 по 19 июня 1931 года его коллекция была выставлена на торги в аукционном доме Helbing, также в Мюнхене. Затем картину купил неизвестный покупатель из «Голландии» или «Америки», позже она принадлежала шведу Акселю Леннарту Веннер-Грену, чья коллекция была выставлена на аукционе Sotheby's в Лондоне 24 марта 1965 года. Позже её приобрел Антенор Патиньо, а в 1975 году — Марсель Бик, основатель компании Bic. С 1988 по 2001 год она находилась в Музее искусств Бриджстоун в Токио как часть корпоративной коллекции транснациональной корпорации Bridgestone. В 2001 году её купил арт-дилер Отто Науманн, который выставил её на TEFAF в марте 2002 года. Позже Науманн продал её канадскому частному коллекционеру.